# Raw Power
Raw Power — третий и последний, до воссоединения в 2000-х годах, студийный альбом американской прото-панк-группы The Stooges, вышедший в 1973 году.

## Об альбоме
После своего выхода альбом был проигнорирован критикой и слушателями (он занял только 182-е место в чарте Billboard 200), и в итоге группа распалась после не особенно удачных гастролей и расторжения лейблом контракта. Тем не менее он оказал влияние на множество заложивших в дальнейшем фундамент панк-рока музыкантов и, таким образом, стал одной из ключевых записей прото-панка вообще. В 2003 году журнал Rolling Stone поместил Raw Power на 125 место в списке «500 величайших альбомов всех времён».
В своих дневниках Курт Кобейн заявлял, что Raw Power — его любимый альбом. Также влияние музыки альбома на своё творчество признавал Генри Роллинз, набив себе в качестве татуировки название песни «Search and Destroy». Также о влиянии альбома отзывались участники групп Mötley Crüe, The Smiths, Dead Boys и Sex Pistols. В частности, отмечалась динамичная игра на гитаре Джеймса Уилльямсона, ставшая каноничной для будущей панк-рок-музыки.
В 1997 году была выпущена новая версия Raw Power, пересведённая и ремастированная. По словам Игги, предыдущий микс Дэвида Боуи не был хорошо принят поклонниками The Stooges. «Люди продолжали спрашивать меня — музыканты, дети, которых я бы видел: „Вы когда-нибудь думали о том, чтобы сделать ремикс на него?“. Я получал жалобы. И стало намного хуже, когда [альбом] вышел на компакт-диске. Звучало ужасно по сравнению с пластинкой. Когда я слышал это, у меня всегда был вопрос: нет низких частот, нет мощи...». Решение автор принял после того, как участники группы Генри Роллинза нашли кассеты, записанные с оригинальных мастеров Sony. Благодаря этому звук стал более чётким и ясным.

## Список композиций
Авторство всех песен — Игги Поп и Джеймс Уильямсон.

### Сторона «А»
1. «Search and Destroy» — 3:29
2. «Gimme Danger» — 3:33
3. «Your Pretty Face Is Going to Hell» — 4:54 (первоначальное название «Hard to Beat»)
4. «Penetration» — 3:41

### Сторона «Б»
1. «Raw Power» — 4:16
2. «I Need Somebody» — 4:53
3. «Shake Appeal» — 3:04
4. «Death Trip» — 6:07

## Участники записи
- Игги Поп — вокал
- Джеймс Уильямсон — гитара
- Рон Эштон — бас-гитара, бэк-вокал
- Скотт Эштон — ударные